# Liste Kölner Bahnhöfe

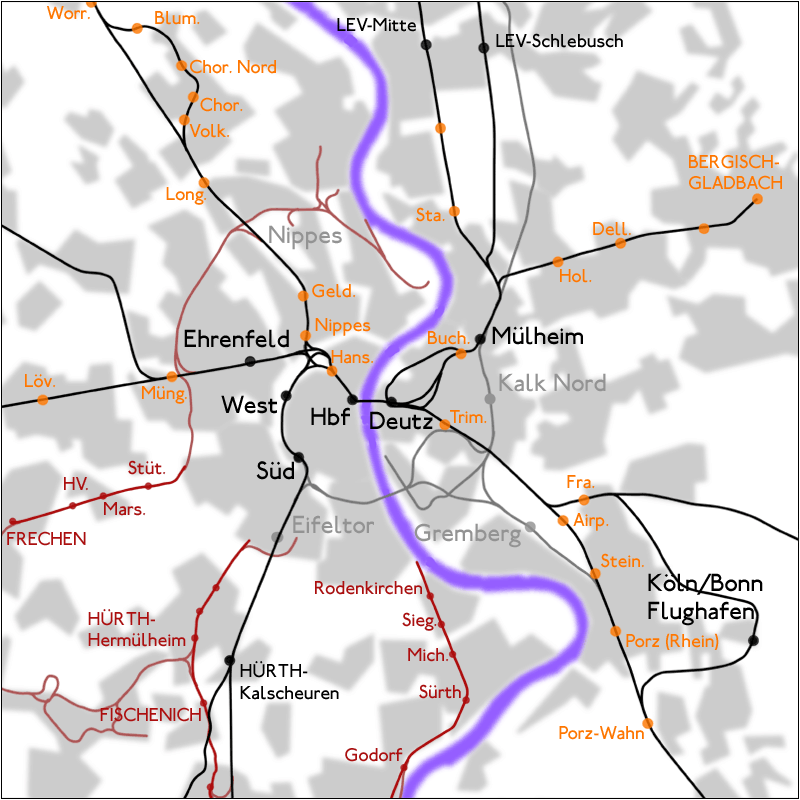
Lage der Kölner Bahnhöfe

In Köln, dem früher sogenannten Verkehrskreuz des Westens, befanden und befinden sich viele Personen- und Güterbahnhöfe sowie Haltepunkte der Eisenbahn. Die Personenbahnhöfe und Haltepunkte werden unterteilt in:
- Fernbahnhöfe, dort halten
  - Intercity-Express- (ICE)
  - Thalys- (THA)
  - Intercity- (IC) und
  - Eurocity-Züge (EC),
- Regionalbahnhöfe, dort halten
  - Regional-Express-Züge (RE)
  - Regionalbahnen (RB)
- S-Bahnhöfe, dort halten
  - S-Bahnen (S)
  - und die Oberbergische Bahn (RB 25)
- Bahnhöfe nicht-bundeseigener Eisenbahnen, dort halten
  - Stadtbahnen der KVB und SWB

## Aktuell bediente Bahnhöfe im Personenverkehr

### Fernbahnhöfe
| Bahnhof             | Strecken (KBS) | Anmerkungen                                                                                              |
| ------------------- | --- | --- |
| Köln Hauptbahnhof   | - Urlaubsverkehr: F41–F43 - Nachtreiseverkehr: N1–N3 - Fernverkehr: 17, 18, 30, 33–35, 42, 10–13, 30, 40–43, 43.2 - 415 - S-Bahn Rhein-Ruhr: S 6 (450.6), S 11–S 13 (450.11–450.13) - 453–455 - Aggertalbahn (459) - Siegstrecke (460) - Rechte Rheinstrecke (465) - Linke Rheinstrecke (470) - Schnellfahrstrecke Köln–Rhein/Main (472) - Rheinuferbahn (473.1) - Vorgebirgsbahn (473.2) - Eifelstrecke (474) - Schnellfahrstrecke Köln–Aachen (480) - Erft-Bahn (481) - Linksniederrheinische Strecke (495) | Veranstaltungszentrum: Alter Wartesaal ursprünglicher Name: Central-Bahnhof (eröffnet: 5. Dezember 1859) |
| Köln Messe/Deutz    | - Urlaubsverkehr: F42 - Nachtreiseverkehr: N34 - Fernverkehr: 39, 10–13, 40–43 - 415 - S-Bahn Rhein-Ruhr: S 6 (450.6), S 11–S 13 (450.11–450.13) - 453–455 - Aggertalbahn (459) - Siegstrecke (460) - Rechte Rheinstrecke (465) - Linke Rheinstrecke (470) - Schnellfahrstrecke Köln–Rhein/Main (472) - Eifelstrecke (474) - Schnellfahrstrecke Köln–Aachen (480) - Erft-Bahn (481) - Linksniederrheinische Strecke (495)                                                                                     | Inbetriebnahme: 11. November 1913, Name bis 11. Dezember 2004: „Köln-Deutz“                              |
| Köln/Bonn Flughafen | - Fernverkehr: 10–13, 40, 43 - S-Bahn Köln: S 13 (450.13) - 450.13 (S 19) - 454 - Rechte Rheinstrecke (465) | Inbetriebnahme: 12. Juni 2004                                                                            |

### Regionalbahnhöfe
| Bahnhof/Stadtteil           | Bild | KBS                                                                                            | Inbetriebnahme                                                                                                   |
| --------------------------- | ---- | ---------------------------------------------------------------------------------------------- | --- |
| Köln-Ehrenfeld              |      | - 450.12 (S 12) - 450.13 (S 13) - 454 - 480 (Schnellfahrstrecke Köln–Aachen) - 481 (Erft-Bahn) | 1860 (RhE) |
| Köln-Mülheim                |      | - 450.6 (S 6) - 450.11 (S 11) - 415 - 453 - 455                                                | 19. November 1874 (RhE) 31. Mai 1886 (Einstellung Personenhalt alter RhE Bahnhof) Eröffnung Neubau: 20. Mai 1909 |
| Köln Süd (Köln-Innenstadt)  |      | - 453 - 470 (Linke Rheinstrecke) - 474 (Eifelstrecke)                                          | 2. Februar 1891                                                                                                  |
| Köln West (Köln-Innenstadt) |      | - 453 - 470 (Linke Rheinstrecke) - 474 (Eifelstrecke)                                          | 2. Februar 1891                                                                                                  |
| Porz (Rhein) (Köln-Porz)    |      | - 450.12 (S 12) - 454 - 460 (Siegstrecke) - 465 (Rechte Rheinstrecke)                          | 19. November 1874 (bis 1897 Urbach Rh. Bf)                                                                       |

### S-Bahn-Halte
| Bahnhof (Stadtteil)                                    | Bild | KBS                                                                                             | Inbetriebnahme                                               |
| ------------------------------------------------------ | ---- | ----------------------------------------------------------------------------------------------- | ------------------------------------------------------------ |
| Köln Airport-Businesspark (Köln-Gremberghoven)         |      | - 450.12 (S 12) - 454                                                                           | 12. Juni 2004                                                |
| Köln-Blumenberg                                        |      | - 450.6 (S 6) - 450.11 (S 11)                                                                   | 15. Dezember 1998                                            |
| Köln-Buchforst                                         |      | - 450.6 (S 6) - 450.11 (S 11)                                                                   | 27. Mai 1990                                                 |
| Köln-Chorweiler                                        |      | - 450.6 (S 6) - 450.11 (S 11)                                                                   | 1. Juni 1975                                                 |
| Köln-Chorweiler Nord                                   |      | - 450.6 (S 6) - 450.11 (S 11)                                                                   | 22. Mai 1977                                                 |
| Köln-Dellbrück                                         |      | - 450.11 (S 11)                                                                                 | 1. Dezember 1868                                             |
| Köln Frankfurter Straße (Köln-Gremberghoven)           |      | - 450.13 (S 13) - 450.13 (S 19) - 454.2 - 459                                                   | 12. Juni 2004                                                |
| Köln Geldernstr/Parkgürtel (Köln-Nippes)               |      | - 450.6 (S 6) - 450.11 (S 11)                                                                   | 1. Juni 1975                                                 |
| Köln Hansaring (Köln-Innenstadt)                       |      | - 450.6 (S 6) - 450.11 (S 11) - 450.12 (S 12) - 450.13 (S 13) - 450.13 (S 19) - 453 - 454 - 459 | 27. Mai 1990                                                 |
| Köln-Holweide                                          |      | - 450.11 (S 11)                                                                                 | 1950                                                         |
| Köln-Longerich                                         |      | - 450.6 (S 6) - 450.11 (S 11)                                                                   | 15. November 1855 Eröffnung Neubau: 1934                     |
| Köln-Lövenich                                          |      | - 450.12 (S 12) - 450.13 (S 13) - 450.13 (S 19)                                                 | 1872 (alter Bahnhof), Eröffnung Neubau: 15. Dezember 2002    |
| Köln-Müngersdorf Technologiepark                       |      | - 450.12 (S 12) - 450.13 (S 13) - 450.13 (S 19) - 454                                           | 15. Dezember 2002                                            |
| Köln-Nippes                                            |      | - 450.6 (S 6) - 450.11 (S 11)                                                                   | 25. Mai 1894 (alter Bahnhof), Eröffnung Neubau: 2. Juni 1991 |
| Köln-Stammheim                                         |      | - 450.6 (S 6)                                                                                   | 2. Juni 1991                                                 |
| Köln Steinstraße (Köln-Gremberghoven)                  |      | - 450.12 (S 12) - 454                                                                           | 14. Dezember 2003                                            |
| Köln Trimbornstraße                                    |      | - 450.12 (S 12) - 450.13 (S 13) - 454 - 459                                                     | 2. Juni 1991                                                 |
| Köln Volkhovener Weg (Köln-Volkhoven/Köln-Heimersdorf) |      | - 450.6 (S 6) - 450.11 (S 11)                                                                   | 1. Juni 1975                                                 |
| Köln-Weiden West                                       |      | - 450.12 (S 12) - 450.13 (S 13) - 450.13 (S 19)                                                 | 28. Mai 2006                                                 |
| Köln-Worringen                                         |      | - 450.6 (S 6) - 450.11 (S 11)                                                                   | 1864                                                         |
| Porz-Wahn (Köln-Wahn)                                  |      | - 450.12 (S 12) - 450.13 (S 13) - 450.13 (S 19)                                                 | 1. Januar 1859                                               |

### Bahnhöfe nicht-bundeseigener Eisenbahnen
Die folgenden Bahnhöfe befinden sich im Streckennetz der Häfen und Güterverkehr Köln, auf dem Stadtbahnen der Kölner Verkehrs-Betriebe und SWB Bus und Bahn nach Eisenbahn-Bau- und Betriebsordnung (EBO) verkehren:
- Godorf (473.1)
- Rodenkirchen (473.1)
- Sürth (473.1)

## Abstellbahnhöfe für Personenzüge
- Köln-Deutzerfeld

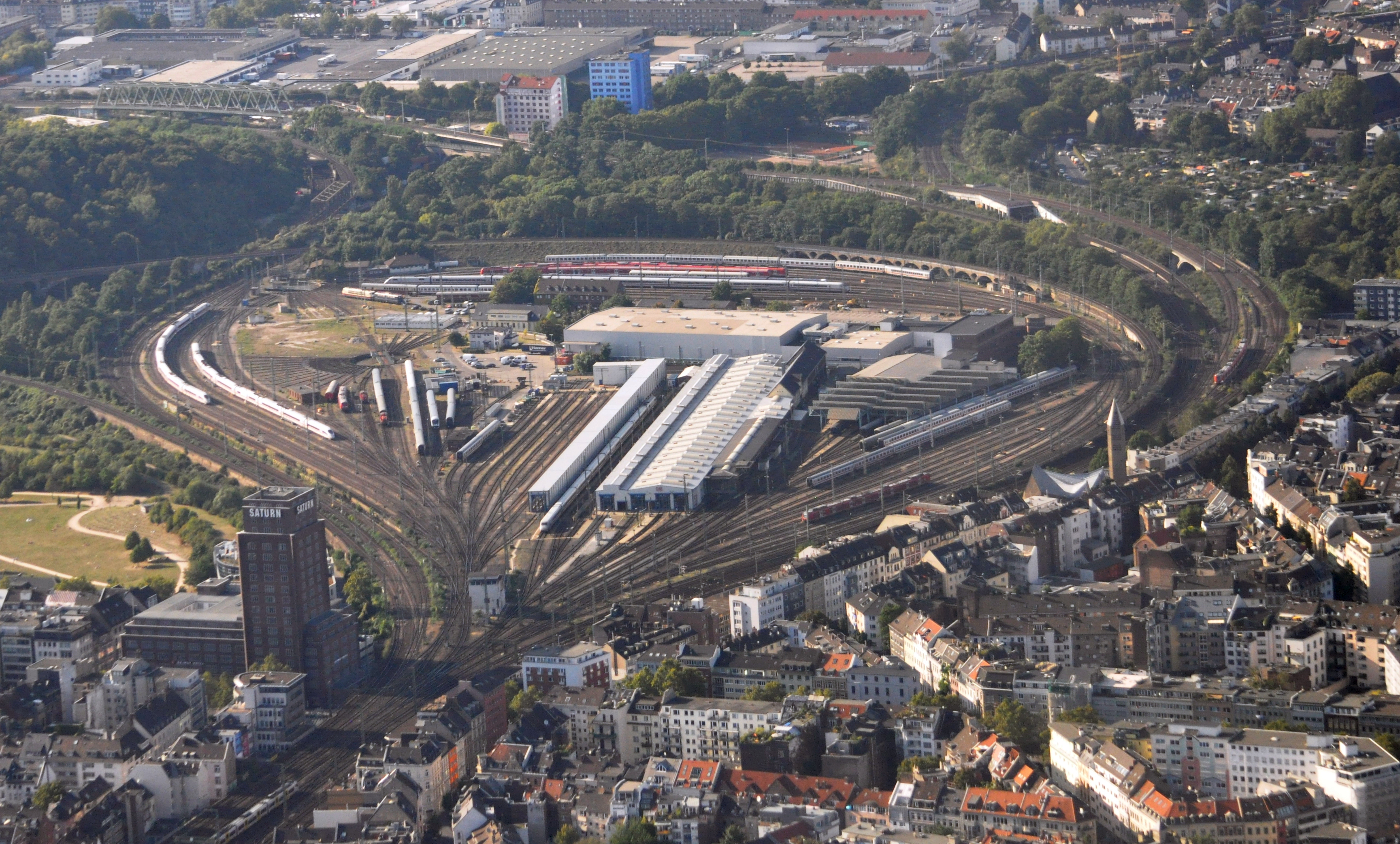
Köln Betriebsbahnhof (Blick von Süden)

- Köln Betriebsbahnhof (Köln Bbf, westlich des Hauptbahnhofes)
- ehemaliger Rangierbahnhof Köln-Nippes, umgebaut für ICE-Züge und S-Bahn

## Derzeitige Bahnhöfe im Güterverkehr bundeseigener und nicht-bundeseigener Bahnen
- Gremberg (Haupt-Rangierbahnhof)

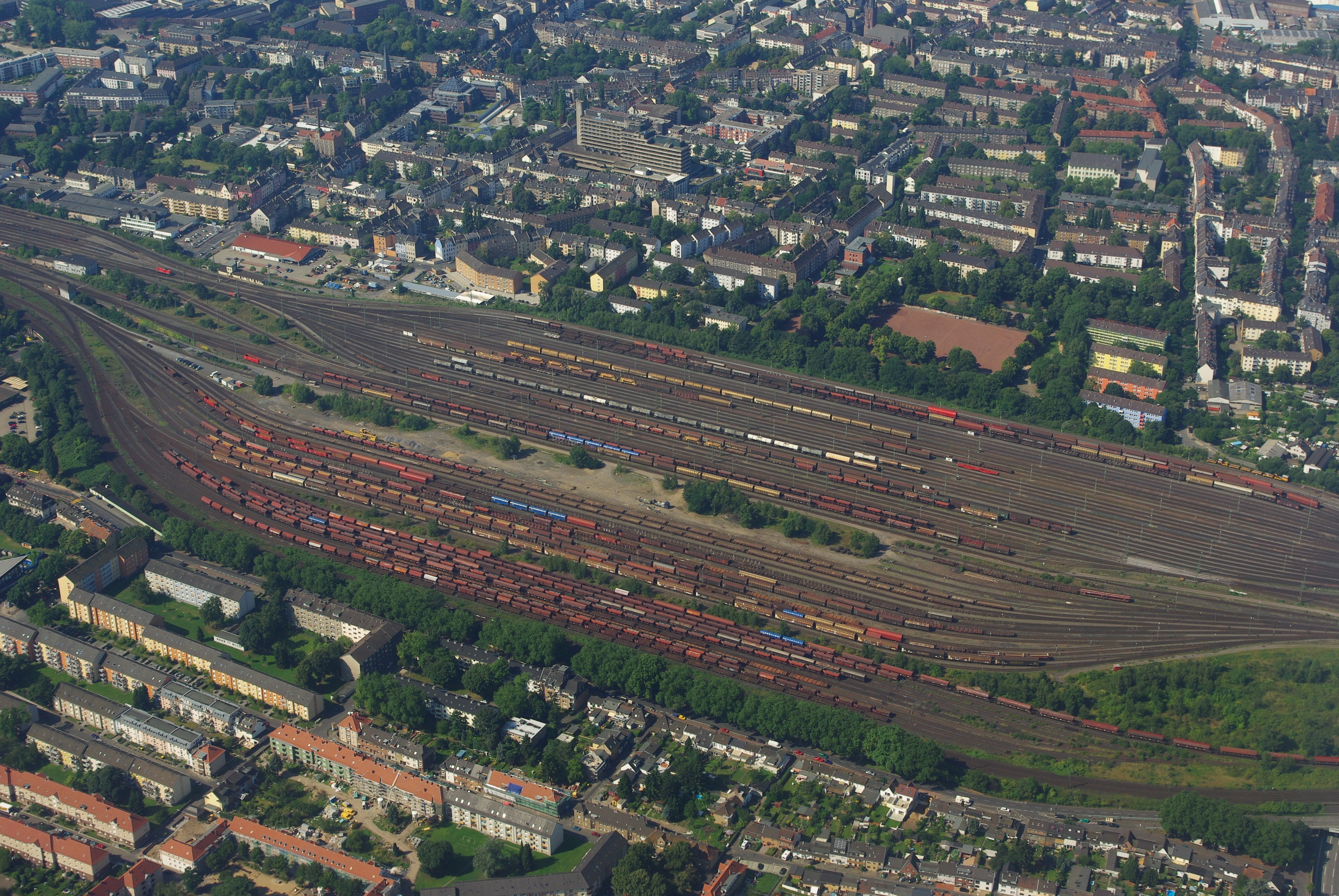
Rangierbahnhof Köln-Kalk Nord

- Köln-Bickendorf (betrieben durch Häfen und Güterverkehr Köln [HGK], Inbetriebnahme: 6. Juni 1921)
- Köln-Bonntor
- Köln-Deutzer Hafen (betrieben durch Häfen und Güterverkehr Köln [HGK])
- Köln Eifeltor (Containerbahnhof, Übergabebahnhof zur HGK und stillgelegter Rangierbahnhof)
- Köln-Godorf Hafen (betrieben durch Häfen und Güterverkehr Köln [HGK])
- Köln-Kalk Nord (Rangierbahnhof)
- Köln-Mülheim Gbf
- Köln-Niehl (betrieben durch Häfen und Güterverkehr Köln [HGK], Inbetriebnahme: 20. Juni 1925)
- Köln-Niehl Hafen (betrieben durch Häfen und Güterverkehr Köln [HGK], Inbetriebnahme: 20. Juni 1925)
- Köln-Poll (betrieben durch Häfen und Güterverkehr Köln [HGK])
- Köln-Vingst (gelegen bei Köln-Poll, betrieben durch Häfen und Güterverkehr Köln [HGK])[3]

## Stillgelegte Bahnhöfe
Die folgenden Bahnhöfe und Haltestellen sind stillgelegt und zum größtenteils nicht mehr vorhanden. Viele stammen aus den Anfangsjahren der Eisenbahn in Köln.

### Stilllegung vor 1945
Cöln-Mindener Bahnhof
heute: Bahnhof Köln Messe/Deutz (hoch)
(Inbetriebnahme: 20. Dezember 1845; Einstellung Personenverkehr: 1. Juni 1886)
(ehemaliger „Hauptbahnhof“ der Cöln-Mindener-Eisenbahn-Gesellschaft CME)
Deutz Bergisch-Märkischer Bahnhof
heute: Bahnhof Köln Messe/Deutz (tief)
(Inbetriebnahme: 1. Februar 1872; Außerbetriebnahme: 1. Juni 1886)
(erst Kopf- und Rangierbahnhof Deutzer Feld – aber nicht im/am heutigen Deutzerfeld gelegen, später Durchgangsbahnhof Deutz-Nord der Bergisch-Märkischen Eisenbahn-Gesellschaft BME)
Kalk (Rheinischer Bahnhof) (auch Kalk Rh. Pbf.)
(Inbetriebnahme: 19. November 1874; Außerbetriebnahme: 31. Mai 1886)
(Bahnhof der Rheinischen Eisenbahn-Gesellschaft an der Strecke Troisdorf–Speldorf)
Kalk Süd (Alter Bahnhof an der Rolshover Straße)
(Inbetriebnahme: 1. Juni 1886; Außerbetriebnahme: 19. Mai 1909)
(Bahnhof der Cöln-Mindener Eisenbahn-Gesellschaft)
Köln Am Thürmchen
(Inbetriebnahme: 2. August 1839; Außerbetriebnahme: 25. Mai 1894)
(ehemaliger Endbahnhof der Rheinischen Eisenbahn-Gesellschaft an der ersten Strecke Köln-Müngersdorf)
Köln Crefelder Bahnhof (später Bk Fächerbahnhof)
(Inbetriebnahme: 26. Januar 1856; Außerbetriebnahme: 5. Dezember 1859)
(ehemaliger Endbahnhof der Köln-Krefelder Eisenbahn später übernommen durch Rheinischen Eisenbahn-Gesellschaft und Anschluss an Rheinstation / Bahnhof Trankgassenthor)
Köln-Müngersdorf
(Inbetriebnahme: 2. August 1839; Außerbetriebnahme: 1. Juni 1840)
(Bahnhof an der ersten Strecke Köln-Müngersdorf)
Köln Sankt Pantaleon
(Inbetriebnahme: 15. Februar 1844; Außerbetriebnahme: 25. Mai 1894)
(ehemaliger „Hauptbahnhof“ der Bonn-Cölner Eisenbahn-Gesellschaft, später Rheinische Eisenbahn-Gesellschaft)
Köln-Deutz Bahnhof Schiffbrücke (manchmal auch Schiffsbrücke)
(Inbetriebnahme: 20. September 1882; Außerbetriebnahme: 10. November 1913)
(Bahnhof der Bergisch-Märkischen Eisenbahn-Gesellschaft)
Köln Trankgassenthor (manchmal auch Rheinstation)
(Inbetriebnahme: 26. Januar 1856; Außerbetriebnahme: 25. Mai 1894)
(Endbahnhof der Rheinischen Eisenbahn-Gesellschaft – Nachfolger des ersten Bahnhofs der RhEGes. (Eröffnung 15. November 1855, geschlossen für den Personenverkehr am 5. Dezember 1859))
Mülheim (Rhein) BME
(Alter Bahnhof an der Genovevastraße)
(Inbetriebnahme: 15. Dezember 1868; Außerbetriebnahme: 20. Mai 1909)
(Bahnhof der Bergisch-Märkischen Eisenbahn-Gesellschaft, bis 1872 Endbahnhof der Bergisch-Märkischen Eisenbahn, dann Durchgangsbahnhof)
Mülheim (Rhein) CME
(Alter Bahnhof am Wiener Platz)
(Inbetriebnahme: 20. Dezember 1845; Außerbetriebnahme: 20. Mai 1909)
(Bahnhof der Cöln-Mindener Eisenbahn-Gesellschaft)

### Stilllegung nach 1945
Köln-Bocklemünd
(Inbetriebnahme: 1. April 1899; Außerbetriebnahme: 1974)
(481)
Köln-Kalk
(Inbetriebnahme: 20. Mai 1909; Außerbetriebnahme der Personenzugangsstelle: 1. Juni 1991)
(450.12; 450.13; 454; 459; 460; 465)
Der Bahnhof Köln-Kalk ist heute reiner Betriebsbahnhof.
Porz-Gremberghoven
(Inbetriebnahme: 1925; Außerbetriebnahme: 2004; lag an der Rather Str., Ecke Bahnhofplatz)
(454)
Porz-Heumar
(Inbetriebnahme: 1. August 1910; Außerbetriebnahme: 1. Juni 1991)
(459)
Porz-Königsforst
(Inbetriebnahme: 1924; Außerbetriebnahme: 4. Juni 1984)
(459)

## Stillgelegte Bahnhöfe nicht-bundeseigener Eisenbahnen
Köln Barbarossaplatz
(Inbetriebnahme: 20. Januar 1898; Außerbetriebnahme: 25. Oktober 1985)
betrieben durch die Köln-Bonner Eisenbahn, heute: Häfen und Güterverkehr Köln
(473.2)
Köln-Flittard
(Inbetriebnahme: 4. Juli 1898; Außerbetriebnahme: 31. August 1971)
(Bahnhof der Kleinbahn Mülheim a. Rh. – Leverkusen)
Köln Hohenzollernbrücke, zeitweise auch Köln Trankgasse (im Volksmund auch Köln Rheinuferbahnhof genannt)
(Inbetriebnahme: Januar 1906; Außerbetriebnahme: 11. August 1978)
betrieben durch die Köln-Bonner Eisenbahn, heute: Häfen und Güterverkehr Köln
(473.1)
Köln-Mülheim Kleinbahnhof
(Inbetriebnahme: 4. Juli 1898; Außerbetriebnahme: November 1959)
(Bahnhof der Kleinbahn Mülheim a. Rh. – Leverkusen)
Köln Mülheimer Brücke (linksrheinisch)
(Inbetriebnahme: 15. Oktober 1929; Außerbetriebnahme: 8. Oktober 1933)
betrieben durch die Köln-Bonner Eisenbahn, Rheinuferbahn
Köln-Stammheim
(Inbetriebnahme: 4. Juli 1898; Außerbetriebnahme: 31. August 1971)
(Bahnhof der Kleinbahn Mülheim a. Rh. – Leverkusen)

## Stillgelegte Bahnhöfe des Güterverkehrs
- Köln-Braunsfeld
ehemals betrieben durch Häfen und Güterverkehr Köln [HGK]
- Köln-Butzweiler
ehemals betrieben durch Häfen und Güterverkehr Köln [HGK]
- Köln-Deutz Cöln-Mindener Bahnhof
wurde nach Stilllegung als Personenbahnhof 1886 noch bis 1913 weitergenutzt als Güterbahnhof
- Köln-Deutz Nord
- Köln-Deutz Ost
- Köln-Dünnwald
- Köln-Ehrenfeld
- Köln Eifeltor Übergabebahnhof
ehemals betrieben durch Häfen und Güterverkehr Köln [HGK]
- Köln Gereon (Güterbahnhof)
ehemals Cöln Central-Güter-Bahnhof, Inbetriebnahme: 1859, Außerbetriebnahme: 27. Mai 1990, auf dem Gelände entstand der Mediapark
- Köln Markthalle
auch Marktgasse, Neumarkt, Inbetriebnahme 27. Juli 1898,[8] Außerbetriebnahme: 1942
ehemals betrieben durch Köln-Bonner Eisenbahn, zunächst nur nächtlicher Verkehr über Vorgebirgsbahn, später über Rheinuferbahn/Rheinauhafen[9]
- Köln Melaten
ehemals betrieben durch Häfen und Güterverkehr Köln [HGK]
- Köln-Mülheim Hafen
ehemals betrieben durch Häfen und Güterverkehr Köln [HGK]
- Köln-Mülheim Nord
ehemals betrieben durch Häfen und Güterverkehr Köln [HGK]
- Köln-Nippes Gbf
als Rangierbahnhof stillgelegt, in Personenzugs-Abstellbahnhof für ICE-Züge und S-Bahn umgebaut
- Köln Rheinstation
ehemaliger Güterbahnhof der Rheinischen Eisenbahn Gesellschaft mit Anbindung an Hafen, nach Inbetriebnahme des Bahnhofs Gereon noch Ortsgüterbahnhof, Inbetriebnahme: 1857, Außerbetriebnahme: Oktober 1894
- Köln Süd
- Köln-Sülz
ehemals betrieben durch Häfen und Güterverkehr Köln [HGK]
- Marsdorf-Horbell
ehemals betrieben durch Häfen und Güterverkehr Köln [HGK]
- Porz-Wahn Gbf